# Lucas Palma
Lucas Elvis Palma Muñoz (Chillán, Chile; 22 de noviembre de 1983) es un futbolista chileno.
Sufrió una lesión en el año 2010, en donde se rompió un disco intervertebral en la zona lumbar, a causa de ello se operó dos veces, lo que le impidió continuar jugando.
Actualmente vive en la ciudad de Concepción, San Pedro de la Paz. 
Casado con Leidy Ortiz Acevedo. 
Desde el año 2011.

## Carrera
Fue formado en las divisiones inferiores de Huachipato cuando Arturo Salah estaba al cargo del equipo. Luego fue a Naval, para después ir a Ñublense de Chillán.
Después de mucho tiempo sin jugar, volvió a las canchas por el equipo de Iberia de Los Ángeles, de la Tercera división. 
En el año 2007, realizó su re-debut en el fútbol profesional, jugando por Rangers que el año anterior descendió a la Primera B de Chile. En este club se demostró a la hichada que era un gran jugador, donde salió el 2° Goleador de la Primera B con 16 tantos después del jugador osornino Mario Núñez. Esa Temporada el cuadro rojinegro ascendió a la Primera división de Chile.
Después de una excelente campaña, el 2008 fue al principio un año oscuro para Lucas, pues no tuvo mucha continuidad y en el Apertura Marcó cuatro goles, ya que llegaron figuras como Álvaro Sarabia y Gastón Cellerino.
Luego el 2009 jugaría todo el apertura con la camiseta de Municipal Iquique, para luego "Retirarse" del fútbol y dedicarse a negocios personales, luego de algunos meses dejaría sus negocios para reincorporarse en la vida del fútbol, pero esta vez en el equipo de Lota Schwager.

## Actualidad
Después de un supuesto retiro por negocios personales, sin éxitos, vuelve a las canchas pero esta vez bajo el equipo de Lota Schwager para rehacer su vida en el fútbol. 
Actualmente se encuentra comenzando su propia empresa.

## Clubes
| Club              | País  | Año       |
| ----------------- | ----- | --------- |
| Huachipato        | Chile | 2000-2002 |
| Naval             | Chile | 2003      |
| Ñublense          | Chile | 2004      |
| Iberia            | Chile | 2006      |
| Rangers           | Chile | 2007-2008 |
| Municipal Iquique | Chile | 2008-2009 |
| Lota Schwager     | Chile | 2010      |

- Datos: Q5981927